# Ononis pedicellaris
Ononis pedicellaris är en ärtväxtart som först beskrevs av Jules Aimé Battandier, och fick sitt nu gällande namn av Sirj. Ononis pedicellaris ingår i släktet puktörnen, och familjen ärtväxter. Inga underarter finns listade i Catalogue of Life.